# 細長膜首鱈
細長膜首鱈（学名：Hymenocephalus gracilis），又名鱈魚，为條鰭魚綱鱈形目鼠尾鱈科膜首鱈屬下的一个种。该物种的栖息深度为160米至345米之间，体长最长为13公分。
其种加词来源于拉丁文“gracilis”，意为“纤细的”。